# Masdevallia sernae
Masdevallia sernae är en orkidéart som beskrevs av Carlyle August Luer och Rodrigo Escobar. Masdevallia sernae ingår i släktet Masdevallia och familjen orkidéer. Inga underarter finns listade i Catalogue of Life.

## Bildgalleri

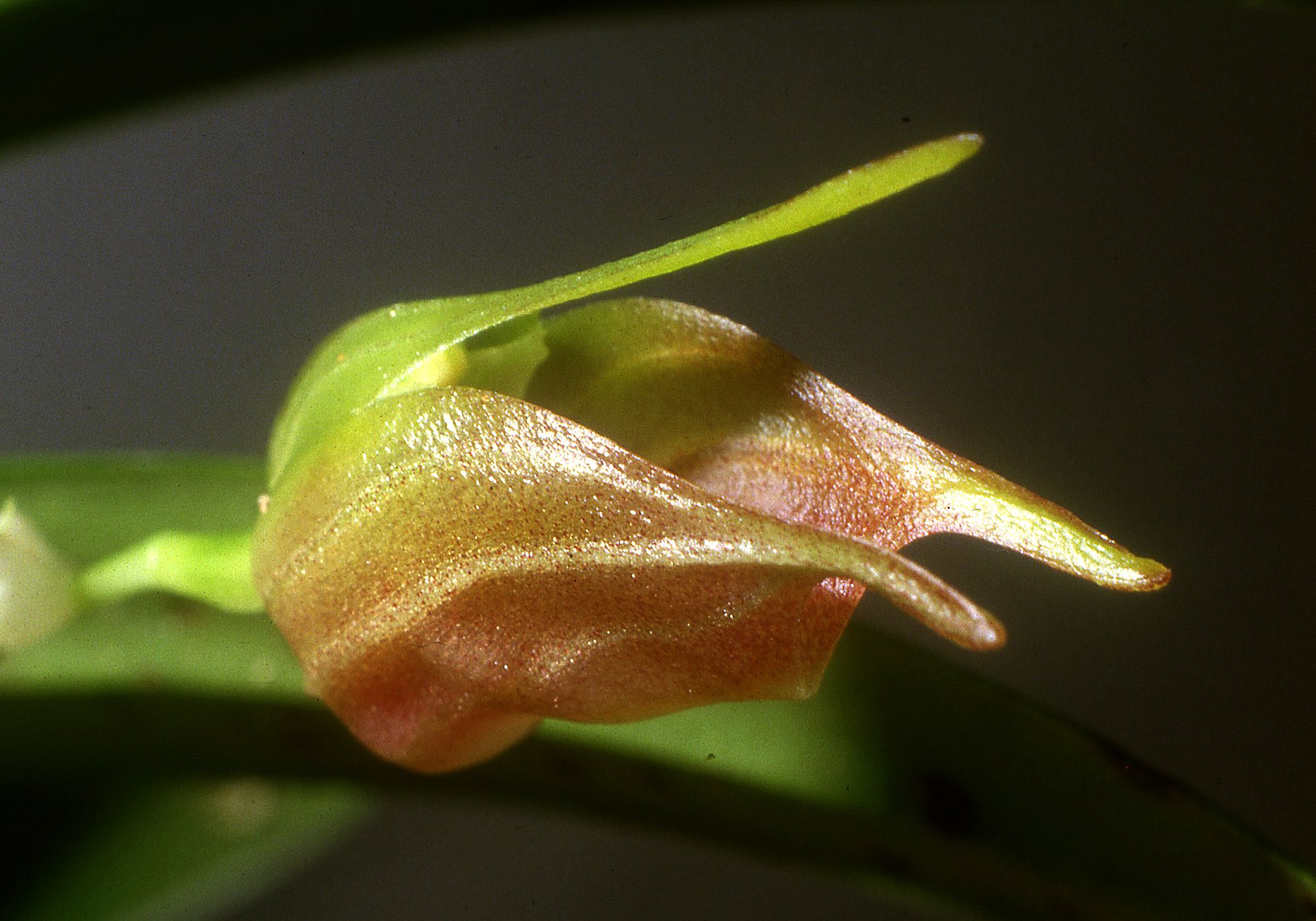
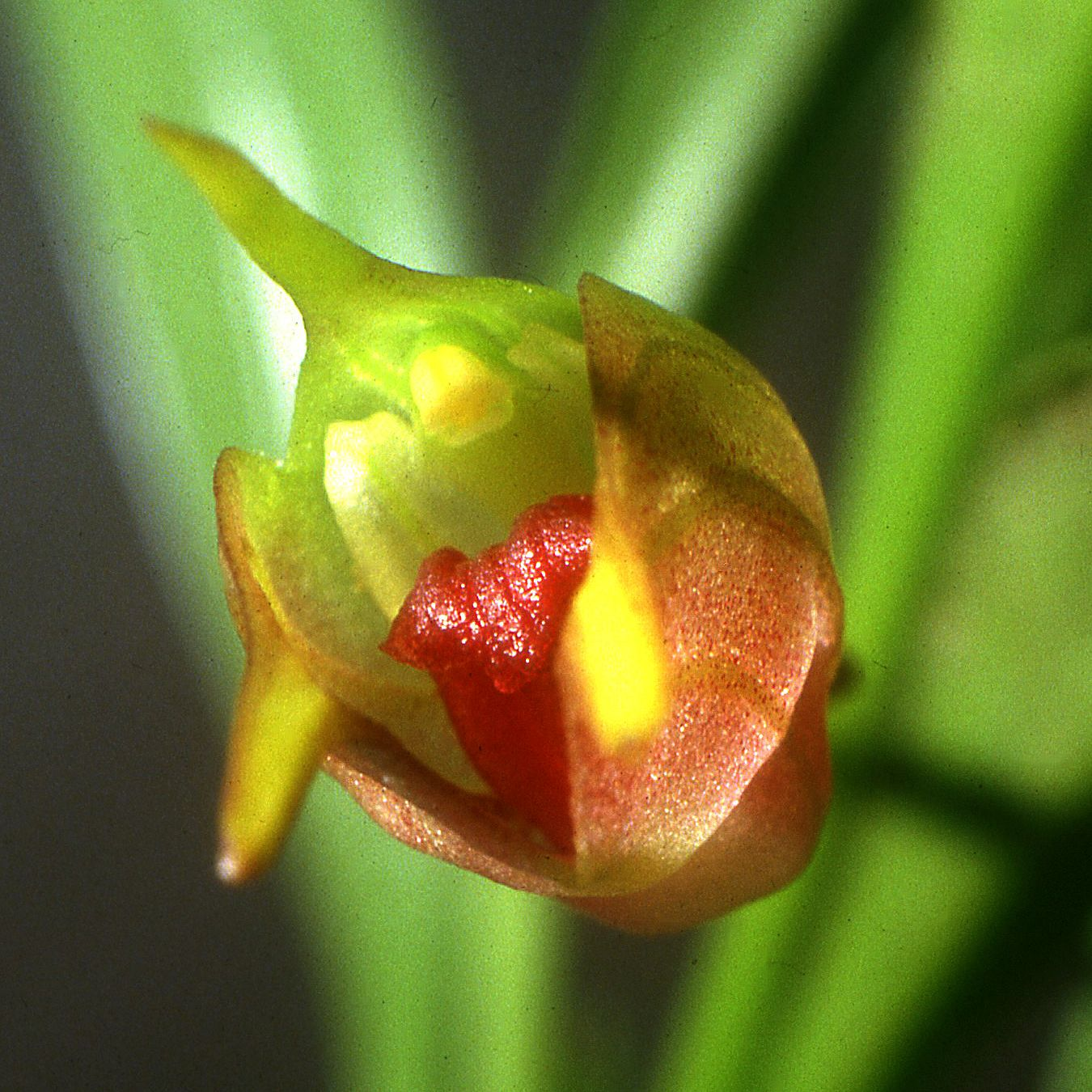